# Dogša
Dogša je priimek v Sloveniji, ki ga je po podatkih Statističnega urada Republike Slovenije na dan 1. januarja 2010 uporabljalo 106 oseb in je med vsemi priimki po pogostosti uporabe uvrščen na 4.163. mesto.

## Znani nosilci priimka
- Irena Dogša (*1957), psihologinja
- Leo Dogša (1919 - ), mariborski frizer in športnik (atlet...)
- Tomaž Dogša (*1953), informatik